# Zona neutră (Star Trek: Generația următoare)

„The Neutral Zone” este un episod din primul sezon al serialul științifico-fantastic „Star Trek: Generația următoare”. Scenariul este scris de Maurice Hurley după o povestire de Deborah McIntyre și Mona Clee; regizor este James L. Conway. A avut premiera la 16 mai 1988.

## Prezentare
Un satelit abandonat este găsit având la bord oameni înghețați prin criogenie, provenind din secolul 21. În acest timp, Enterprise este trimisă să investigheze distrugerea unor avanposturi de lângă granița cu spațiul romulan.